# Charlotte Edwards Cup 2024
Der Charlotte Edwards Cup 2024 war die vierte Austragung des nationalen Twenty20-Wettbewerbes für Frauen in England, die zwischen dem 18. Mai und 22. Juni 2024 ausgetragen wurde. Im Finale konnte sich The Blaze mit 7 Wickets gegen die South East Stars durchsetzen.

## Format
Die acht Mannschaften spielten in einer Gruppe jeweils zehn Spiele, wobei sie gegen vier Mannschaften ein Spiel und gegen drei Mannschaften zwei Spiele austrugen. Für einen Sieg gab es vier Punkte, für ein Unentschieden oder No Result zwei und für eine Niederlage keinen Punkt. Ein Bonuspunkt wurde vergeben, wenn bei einem Sieg die eigene Runzahl die des Gegners um das 1,25-fache überstieg, ein weiterer, wenn sie sogar mehr als das Doppelte des Gegners betrug. Des Weiteren war es möglich, dass Mannschaften Punkte abgezogen bekamen, wenn sie beispielsweise zu langsam spielten. Die vier Gruppenbesten qualifizierten sich für den Final Four. Der Sieger wird im K.-o.-System ausgespielt.

## Vorrunde
Tabelle
| Teams              | Sp. | S | N | U | R | NR | BP | Ded | Punkte | NRR    |
| ------------------ | --- | - | - | - | - | -- | -- | --- | ------ | ------ |
| The Blaze          | 10  | 9 | 1 | 0 | 0 | 0  | 3  | 0   | 39     | +0.606 |
| South East Stars   | 10  | 7 | 2 | 0 | 0 | 1  | 4  | 0   | 34     | +0.309 |
| Southern Vipers    | 10  | 6 | 4 | 0 | 0 | 0  | 2  | 0   | 26     | +1.001 |
| Central Sparks     | 10  | 6 | 4 | 0 | 0 | 0  | 2  | 0   | 26     | +0.402 |
| North West Thunder | 10  | 3 | 6 | 0 | 0 | 1  | 1  | 0   | 15     | –0.727 |
| Northern Diamonds  | 10  | 3 | 7 | 0 | 0 | 0  | 1  | 0   | 13     | –0.067 |
| Western Storm      | 10  | 2 | 6 | 0 | 0 | 2  | 1  | 0   | 13     | –0.659 |
| Sunrisers          | 10  | 2 | 8 | 0 | 0 | 0  | 0  | 0   | 8      | –1.073 |

## Endrunde

### Halbfinale
| 22. Juni Scorecard | Derby | Central Sparks 140-9 (20)       | – | The Blaze 142-5 (18) |
|                    |       | The Blaze gewinnt mit 5 Wickets |   |                      |

| 22. Juni Scorecard | Derby | South East Stars 162-5 (20)         | – | Southern Vipers 157-9 (20) |
|                    |       | South East Stars gewinnt mit 5 Runs |   |                            |

### Finale
| 22. Juni Scorecard | Derby | South East Stars 141-9 (20)     | – | The Blaze 144-3 (18.4) |
|                    |       | The Blaze gewinnt mit 7 Wickets |   |                        |